# 宮田愛 (歌手)
宮田 愛（みやた あい、1974年5月9日 - ）は日本のヴォーカリスト、作詞家、ボイストレーナ―。福岡県福岡市出身。

## 来歴・人物
- 幼少期より歌手に憧れ、数々の音楽コンテストやオーディションに参加。
- 1992年5月22日、シングル「青春の顔」でデビュー。同曲は1992年4月から5月にかけてNHKの音楽番組「みんなのうた」の新曲として放送された。
- 1993年3月、明治大学付属中野高等学校卒業。
- 歌手活動だけに留まらず、俳優、ラジオパーソナリティー、ミュージカル出演など活動の幅を広げる。
- 1994年、橋長哲也と音楽ユニット「the GIRL meets LOVE」を結成。1994年2月9日にシングル「涙が止まるまで抱きしめて」をリリースするも、宮田はこの一曲を以ってユニットから脱退。また、徳間ジャパンコミュニケーションズより離脱。
- 1997年3月、青山学院大学卒業。
- 2000年、バンド「97％!」のボーカルとして活躍。2001年初頭までライブを中心に活動後、3年間休止。
- 2004年4月24日、あさめゆきみ、鈴木まどかとの音楽ユニット「三角あいす」名義でシングル「プレミアム」をリリース。
- 2008年頃より、Cyta.jpカラオケ教室、タカモトプロ新人養成所、Aiボーカルスクール他、劇団や専門学校でボイストレーニング講師を務め、後進の育成に努めている[1]。

## ディスコグラフィ

### シングル
- 青春の顔（1992年5月22日、徳間ジャパンコミュニケーションズ）

作詞・作曲：遠藤実 / 編曲：若草恵
c/w 出発の港（作詞：いではく / 作曲：遠藤実 / 編曲：前田俊明
- いつだってJAPANESE（1992年11月25日、徳間ジャパンコミュニケーションズ）

作詞：小田佳奈子 / 作曲：多々納好夫 / 編曲：山川恵津子）※桜っ子クラブさくら組『なにがなんでも』のカップリング曲と競作
c/w あなたに恋していいですか（作詞：真名杏樹/ 作曲：都志見隆 / 編曲：山川奈津子）
- 冬の同窓会（1993年2月25日、徳間ジャパンコミュニケーションズ）

作詞：植竹公和 / 作曲：遠藤実 / 編曲：丸山雅仁
c/w親友と呼ばせて（作詞：植竹公和 / 作曲：遠藤実 / 編曲：丸山雅仁）
- 涙がとまるまで抱きしめて（1994年2月9日、徳間ジャパンコミュニケーションズ）※「the GIRL meets LOVE」名義

作詞：宮田愛・武田緑 / 作曲・編曲：橋長哲也
c/w 離れていても（作詞：宮田愛・片桐智幸 / 作曲：片桐智幸 / 編曲：橋長哲也）
- プレミアム（2004年4月24日、Na2record） - アイドルユニット「三色あいす」名義

作詞：tci（宮田愛・あさめゆきみ・鈴木まどか） / 作曲・プロデュース：97％!

### アルバム
- 97％! Mini Album #1（1997年10月、Na2-Record） - ミニアルバム。音楽ユニット「97％!」のボーカルとして参加。全4曲作詞を担当

収録曲：1.真夏の目撃者 2.ズル休み 3.Friday Night 4.Blueblue Sky

## 出演
テレビドラマ
- 大空港'92（1992年10月15日 - 12月17日、テレビ朝日） - 特別管理官室事務員・吉沢愛 役

テレビ番組
- ドリフ大爆笑（1992年9月8日、フジテレビ）

ラジオ
- INGRY'Sの何して遊ぼ（1992年4月、文化放送）

舞台
- 劇団東少三越劇場ファミリーミュージカル
  - 白鳥の湖（1997年） - イース姫 役
  - アルプスの少女ハイジ（1998年） - エルザ 役
  - ごんぎつね（1998年）
  - シンデレラ（1999年）

## 受賞歴
- 「メガロポリス音楽祭｣ 最優秀新人賞
- 「ABC音楽祭｣ 審査員奨励賞
- 「第25回新宿音楽祭｣ 金賞
- 「日本歌謡大賞｣放送音楽新人賞

## 作詞
- The girl meets love「涙が止まるまで抱きしめて」「離れていても」
- 水樹奈々「natural」
- 劇団東少ミュージカル「シンデレラ」「白雪姫」「眠れる森の美女」